# Leobeni járás

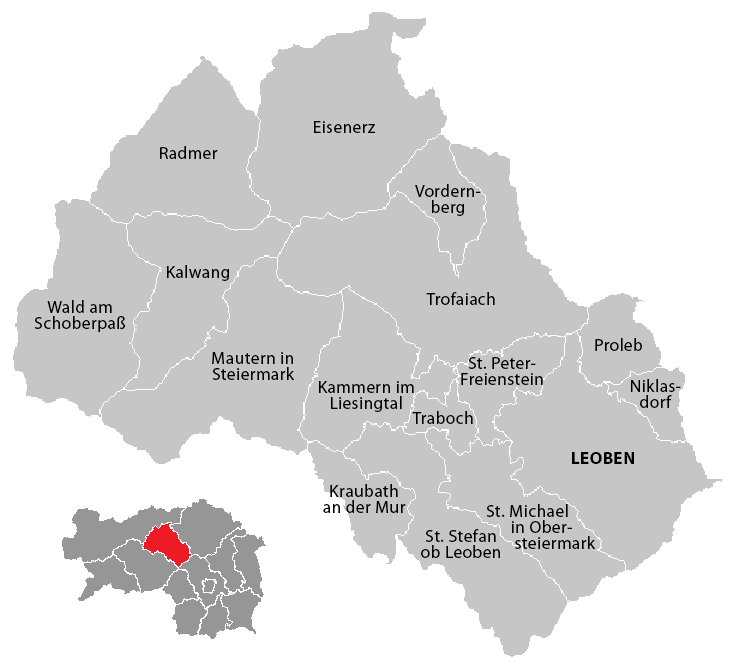
Leoben járás községei 2015-ben

A Leobeni járás Ausztria egy járása Stájerországban.

## A járáshoz tartozó települések
- Eisenerz
- Hieflau
- Kalwang
- Kammern im Liesingtal
- Kraubath an der Mur
- Leoben
- Mautern in Steiermark
- Niklasdorf
- Proleb
- Radmer
- Sankt Michael in Obersteiermark
- Sankt Peter-Freienstein
- Sankt Stefan ob Leoben
- Traboch
- Trofaiach
- Vordernberg
- Wald am Schoberpass